# Sebastiano (prefeito do Egito)
Sebastiano (em latim: Sebastianus) foi um oficial romano do século IV, ativo durante o reinado do imperador Constâncio II (r. 337–361). Nativo da Trácia, nada se sabe sobre sua carreira, exceto que entre 353-354 e exerceu a função de prefeito do Egito.